# Haftanstalt Maradi
Die Haftanstalt Maradi (französisch Maison d’arrêt de Maradi) ist ein Gefängnis in der Stadt Maradi in Niger.

## Baubeschreibung und Geschichte
Die Haftanstalt befindet sich am südwestlichen Stadtrand von Maradi in der gleichnamigen Region Maradi. Sie ist auf eine Aufnahmekapazität von 350 Insassen ausgelegt. Es handelt sich um eine nicht spezialisierte Anstalt, in der generell Personen, die mit dem Gesetz in Konflikt geraten sind, inhaftiert werden. Sie verfügt über eine eigene Krankenstation.
Das Gefängnis besteht seit dem Jahr 1956. Es wurde von der damaligen Kolonialmacht Frankreich errichtet. In der Nacht von 27. auf 28. Mai 1964 starben 21 Gefangene aus Djiratawa an Erstickung. Die Männer waren erst am 27. Mai unter chaotischen Umständen festgenommen worden, nachdem es aus einem nichtigen Anlass bei einem Treffen mit Parlamentspräsident Boubou Hama und Innenminister Yansambou Maïga Diamballa zu einem Tumult gekommen war.
Ein Verband nigrischer Menschenrechtsorganisationen kritisierte nach einem Besuch 2014 Probleme mit der Trinkwasserversorgung und eine unzureichende Essensversorgung, die eine Folge der Überbelegung des Gefängnisses war. Im Rahmen der Bekämpfung der COVID-19-Pandemie in Niger erließ Staatspräsident Mahamadou Issoufou am 30. März 2020 landesweit 1540 Gefangenen ihre restliche Haftstrafe, darunter 53 in der Haftanstalt Maradi.